# Künzell
Künzell település Németországban, Hessen tartományban. Lakosainak száma 17 025 fő (2023. december 31.). Künzell Ebersburg, Poppenhausen és Dipperz községekkel határos.

## Népesség
A település népességének változása:
| Lakosok száma | 16 527 | 16 583 | 16 829 | 17 062 | 17 025 |
|               | 2017   | 2019   | 2021   | 2022   | 2023   |